# José Vázquez Fouz
José Vázquez Fouz (ur. 19 grudnia 1944 w Lugo) – hiszpański polityk, prawnik i agronom, poseł do Kongresu Deputowanych, poseł do Parlamentu Europejskiego II i III kadencji.

## Życiorys
Ukończył studia wyższe, zdobył dyplom technika rolnictwa. Pracował jako urzędnik w krajowym Ministerstwie Rolnictwa. Praktykował później jako adwokat, specjalizując się w zakresie rybołówstwa i prawa międzynarodowego.
Zaangażował się w działalność Socjalistycznej Partii Galicji (ściśle współpracującej z Hiszpańską Socjalistyczną Partią Robotniczą). Należał do egzekutywy partii w Galicji, a od 1977 do 1979 zasiadał we władzach krajowych PSOE. W 1979 i 1982 był wybierany z okręgu Pontevedra do Kongresu Deputowanych. W parlamencie działał w komisji ds. rolnictwa (od 1982 do 1986 jako wiceprzewodniczący) oraz komisji wspólnej rządu Galicji. Od 1984 był delegatem do Zgromadzenia Parlamentarnego Rady Europy, należał także do grupy tworzącej statut autonomicznej Galicji.
W 1987 został po raz pierwszy wybrany do Parlamentu Europejskiego, w 1989 uzyskał reelekcję. Przystąpił do Partii Europejskich Socjalistów, został m.in. wiceprzewodniczącym Delegacji ds. stosunków z państwami ASEAN Republiką Korei (1987–1989) oraz Komisji ds. Rolnictwa, Rybołówstwa i Rozwoju Wsi (1992–1994).

## Życie prywatne
Żonaty z María Rosa Rogel Gómez, ma siedmioro dzieci. W latach 90. wstąpił do galicyjskiej loży masońskiej „Atlántica”, gdzie został mistrzem. Był negocjatorem przy porwaniu galicyjskich marynarzy w Ad-Dachli w 1979, porwaniu statku rybackiego Gargomar w Saharze Zachodniej w 1980 oraz porwaniu hiszpańskiego statku przez somalijskich piratów w 2009.